# Jiří Chomiak
Jiří Chomiak (* 26. února 1957 Benešov) je český ortoped, chirurg, traumatolog a vysokoškolský pedagog. Specializuje se na dětskou ortopedii a sportovní medicínu.
Od 1. října 2019 je přednostou Ortopedické kliniky 1. lékařské fakulty Univerzity Karlovy a IPVZ Nemocnice na Bulovce. Na této klinice působí od roku 1984.

## Život

### Lékařská kariéra
Jiří Chomiak studoval Fakultu všeobecného lékařství v letech 1976-1982. Již od roku 1977 působil na Anatomickém ústavu FLV UK v Praze, jakožto odborný asistent pro výuku anatomie a též se zabýval studentskou vědeckou činností v laboratoři prof. MUDr. Miloše Grima, DrSc.
Titul docenta chirurgických oborů získal v roce 2004. V roce 2016 byl jmenován profesorem 1. lékařské fakulty Univerzity Karlovy.
Jeho odborným zaměřením je dětská ortopedie, traumatologie pohybového aparátu, chirurgie ruky včetně mikrochirurgie a sportovní medicína.
Profesor Chomiak pravidelně přednáší na národních a mezinárodních kongresech a v rámci pregraduální a postgraduální výuky, včetně kurzů pořádaných ČLK. Organizuje mezinárodní kongresy a národní sympozia. Je pravidelný pořadatel a přednášející v odborných postgraduálních kurzech.

### Sportovní medicína
Od roku 2010 je koordinátorem centra péče o zdraví fotbalistů FIFA (FIFA Medical Centre of Excellence) na Ortopedické klinice Nemocnice na Bulovce.

### Humanitární mise
Profesor Chomiak se účastnil mezinárodních misí v Jordánsku a Maroku. Lékařský tým na mezinárodních humanitárních misích v Jordánsku již sedmkrát vedl.

## Odborné pozice
- člen výboru České společnosti pro ortopedii a traumatologii (ČSOT) od roku 2015 do 2018
- předseda České společnosti pro ortopedii a traumatologii (ČSOT) od 1. ledna 2019
- předseda Sekce dětské ortopedie při ČSOT v letech 2017–2018
- člen společnosti chirurgie ruky SJEP od roku 1997
- člen Evropské pediatrické ortopedické společnosti (EPOS) od roku 2000
- člen a instruktor – lektor Evropské federace ortopedie a traumatologie (EFORT) od roku 2002
- člen Evropské společnosti pro výzkum kyčelního kloubu (EHS) od roku 2012
- čestný člen Brazilské pediatrické ortopedické společnosti od roku 2006

## Osobní život
Profesor Chomiak se rád věnuje cyklistice a vodním sportům – plavání a windsurfingu.